# Crystal Falls (Michigan)

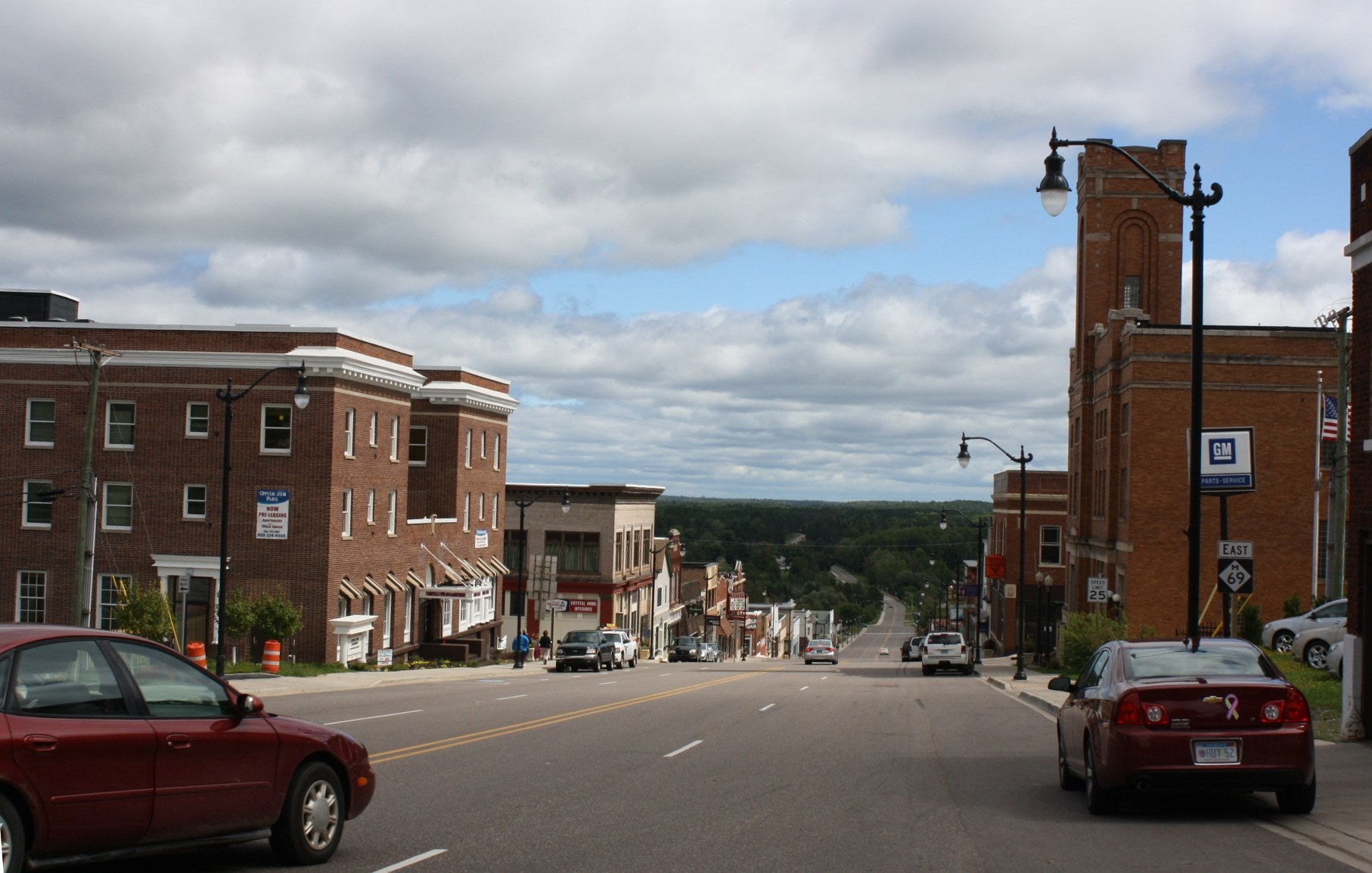
Crystal Falls

Crystal Falls – miasto w Stanach Zjednoczonych, w stanie Michigan, na Półwyspie Górnym, administracyjna siedziba władz hrabstwa Iron. W 2010 r. miejscowość zamieszkiwało 1 469 osób, a w przeciągu dziesięciu lat liczba ludności zmniejszyła się o 18%.
Crystal Falls leży około 80 km na południe od jeziora Górnego i 15 km od granicy z Wisconsin. Miasto powstało na początku lat 80. XIX wieku jako jedno z głównych centrów górniczych na Półwyspie Górnym. W 1981 roku odkryto pokłady rud żelaza, a już w 1882 r. do miasta doprowadzono linię kolejową do transportu urobku. W okresie największego rozkwitu w mieście i okolicy działało 6 kopalń. Kopalnie otwierano i zamykano w miarę zapotrzebowania oraz wyczerpywania się złóż. Ostatnią zamknięto w 1969 roku.